# 신하마촌 (에히메현)
신하마촌(新浜村)은 에히메현 온센군에 설치된 촌이다.